# きいやま商店 VIDEO BOX 〜PV大全集&幻の初ライブ映像収録〜
『きいやま商店 VIDEO BOX 〜PV大全集&幻の初ライブ映像収録〜』（きいやましょうてん ビデオ ボックス ピーヴイだいぜんしゅう アンド まぼろしのはつライブえいぞうしゅうろくく）は、日本の男性音楽グループきいやま商店の2作目の映像作品であり、初のミュージックビデオ（DVD）。2017年3月15日発売。発売元は、フライング・ハイ。

## 概要
- 今までYoutubeのグループ公式チャンネル（以下、「公式チャンネル」記する）にて公開されていた、きいやま商店のミュージック・ビデオの他、未公開となっている楽曲のミュージック・ビデオを全13曲収録。また、きいやま商店が2008年8月30日に東京・鷺ノ宮の沖縄居酒屋「うるまや」で行った初ライブの模様のダイジェスト版の他、メンバーが地元石垣島での、メンバーにゆかりのある場所、人、食べ物を紹介するプチ映像も収録されている[1]。なお、以前所属していたレコードレーベル「ALLEX ENTERTAINMENT」のYouTube公式チャンネルでは、「さよならの夏」のPVも公開されているが、本作では未収録となっている。
- 本作品では主音声の他に、本人達が映像の解説をしている副音声が収録されており、トップ画面にて音声選択が出来る。なお、解説はミュージック・ビデオ、プチ映像、ライブ映像の全編通して収録されている。
- 通常版と別に、スペシャル・パッケージ盤『きいやま商店 VIDEO BOX発売記念 限定福袋 〜3月だよ！棚卸し大決算〜』が、オフィシャルサイト限定にて発売された[2]。

内容は、
1. PV集(DVD)
2. きいやま商店シャレオツライブ3/5 EX THEATER ROPPONGIのライブ映像撮って出し！
2017年3月5日、EX THEATER ROPPONGIにて行われた『きいやま商店 シャレオツライブ』の模様を30分程度収録された映像を、ダウンロード形式にて閲覧出来るM∞CARDを封入。
3. 「き」3点セット（きいやま商店のグループロゴの『き』の文字をあしらった、「き」ホルダー、「き」リングノート、「き」ミニタオル）
4. メンバー直筆サイン入りポストカード
全員の画像と、メンバーのいずれか一人の画像の2種類のポストカードを封入。なお、サインは、メンバー個人のカードに、映っているメンバーのサインが書かれており、また、個人のカードはランダム封入されている。
5. 棚卸し大決算！何が入っているかは届いてからのお楽しみ♬のオマケつき
過去のグループに関するグッズが1点-数点、各福袋にランダム封入。

- キャッチコピーは、『石垣島から全国席巻中!沖縄で一番元気なおじさん達!「きいやま商店」初のPV集発売!』

## 収録曲
1. 沖縄ロックンロール
グループ初のミュージック・ビデオ作品。公式チャンネル未公開作品であるが、前所属レーベル「ALLEX ENTERTAINMENT」の公式チャンネルで公開されている。
2. 行ってくるよ
3. あがやファーナ
4. ダックァーセ!
5. ドゥマンギテ（LIVE）
6. カーーニバレ
7. 言ったらダメよ。
8. 空とてんぷらと海のにおい
9. まるでーど!
10. ハブとマングース
11. 誕生日がやって来たワイ！ワイ！ワイ！
グループのレギュラー番組「beポンキッキーズ」にて放送されていたミュージック・ビデオを収録。公式チャンネル未公開作品であるが、フジテレビ公式YouTubeチャンネル「フジテレビKIDチャンネル」にて、ショートバージョンが公開されている。
12. アチサンサン
音源としては、CD・映像作品を通して初収録。公式チャンネルで公開されているが、本DVDではオープニング及びエンディングのお知らせ、及び歌詞の字幕の無い映像が収録されている。
13. 離れてても家族
14. 幻の初ライブダイジェスト映像（2008年8月30日東京・鷺ノ宮 うるまや）

## 人気投票
- 本作発売後、沖縄県内向け情報ポータルサイト「ごーやーどっとネット」とのコラボ企画として、「きいやま商店PVランキング2018!」と題し、「さよならの夏」から2018年に発表された『オーシャンOKINAWA』までのミュージック・ビデオ14作品の人気投票が行われた[3]。

| 順位 | タイトル                  | 得票数 | 備考       |
| ---- | ------------------------- | ------ | ---------- |
| 1    | 行ってくるよ              | 167票  |            |
| 2    | オーシャンOKINAWA         | 131票  | 本作未収録 |
| 3    | ハブとマングース          | 124票  |            |
| 4    | 空とてんぷらと海のにおい  | 114票  |            |
| 5    | ダックァーセ！feat.GIPPER | 69票   |            |
| 6    | 離れてても家族            | 55票   |            |
| 7    | カーーニバレ              | 49票   |            |
| 8    | 沖縄ロックンロール        | 48票   |            |
| 9    | あがやファーナ            | 38票   |            |
| 10   | さよならの夏              | 32票   | 本作未収録 |
| 11   | 言ったらダメよ。          | 25票   |            |
| 12   | まるでーど!               | 24票   |            |
| 13   | アチサンサン              | 20票   |            |
| 14   | おかえり南ぬ島            | 19票   | 本作未収録 |